# 詹札克鯨屬
詹札克鯨屬（学名：Janjucetus），也称简君鲸属，为乳齒鯨科的一个属。生活于晚渐新世的澳大利亚。简君鲸属的眶部及后眶区侧部膨大，这和露脊鲸科(Balaenidae)具有相似性但是没任何线索显示两者是存有关系的。
2006年，澳大利亚墨尔本维多利亚博物馆（Museum Victoria）的E.Fitzgerald博士发现了该属的狩猎简君鲸（Janjucetus hunderi）, 全长3.5米。有较大、尖锐且后弯的牙齿，前颌牙齿齿根宽阔且深陷可用来捕捉较大的猎物。头盖骨有较大的颞肌，下颌骨粗大有力。 
简君鲸属的头骨形态与其它须鲸类有明显的差别，尽管它们是须鲸类，但是两者有粗状的牙齿且没任何证据显示它们是滤食性的。简君鲸属明显是活跃的掠食者，要比真正具有鲸须的始弓鲸科(Eomysticetidae)还要晚才出现，简君鲸属被认为是高度特化的鲸类并且属于须鲸类进化史中的一个死胡同。

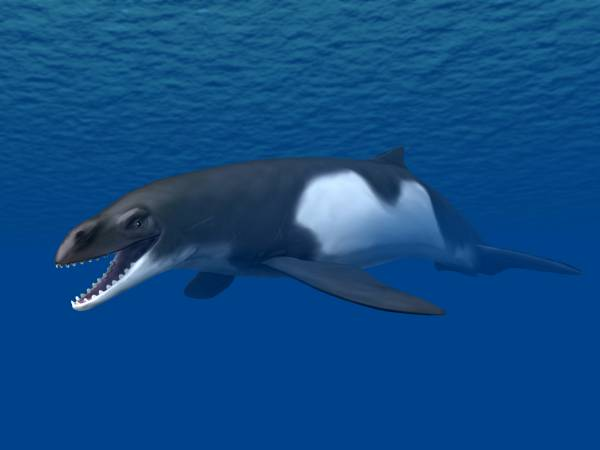
復原圖

## 下属物种
本属包括以下物种：
- 亨氏简君鲸 Janjucetus hunderi Fitzgerald, 2006
- 杜氏簡君鯨 Janjucetus dullardi (Duncan et al., 2025)